# Gideon Lee
Gideon Lee (Amherst, 27 aprile 1778 – Geneva, 21 agosto 1841) è stato un politico statunitense, 60° sindaco di New York.